# Palikuća
Palikuća je naselje u gradu Leskovcu, Jablanički upravni okrug, Srbija. Prema popisu iz 2022. godine u Palikući je živjelo 358 stanovnika.